# نانامي اينو
نانامي اينو (19 يونيو 1989 في اليابان - ) (بالكانا:いのうえ ななみ) هي لاعبة كرة طائرة يابانية في مركز وسط ‏.

## وصلات خارجية
- نانامي اينو على موقع عالم الكرة الطائرة (الإنجليزية)
- نانامي اينو على موقع الدوري الياباني (سيدات) (اليابانية)
- نانامي اينو على موقع الدوري الياباني (مؤرشف) (اليابانية)
- نانامي اينو على موقع الدوري الياباني (مؤرشف) (اليابانية)